# Malabar

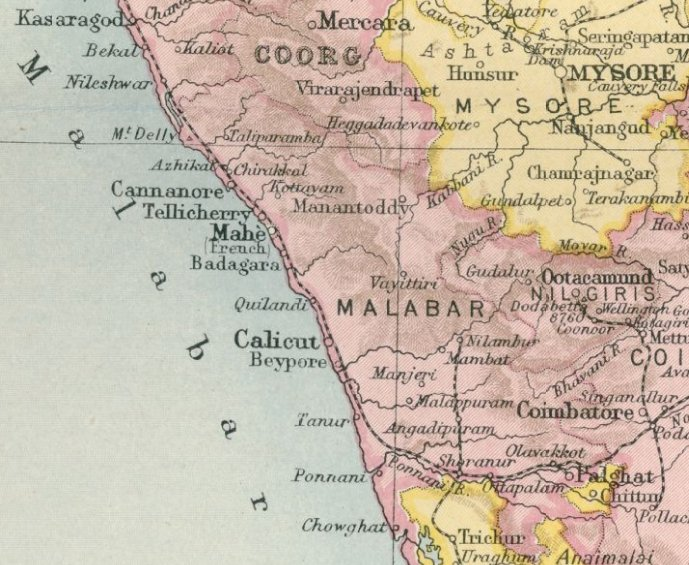
Ausschnitt aus dem Imperial Gazetteer of India (1909) mit dem Malabar Distrikt

Malabar (Malayalam മലബാർ Malabār) ist eine Region in Indien. Ursprünglich bezeichnete Malabar das gesamte Gebiet des heutigen Bundesstaates Kerala an der Südwestküste Indiens. Heute wird unter der Region Malabar in der Regel nur der Nordteil Keralas verstanden, während Malabarküste den gesamten Küstenabschnitt zwischen dem Kap Komorin und Mangaluru bezeichnet.

## Begriffsgeschichte
Der Name Malabar stammt von den arabischen und persischen Seefahrern, die Handelskontakte nach Südindien pflegten, und bezeichnete ursprünglich die Küstenregion zwischen den Westghats und dem Arabischen Meer im Südwesten Indiens, die im Wesentlichen dem heutigen Bundesstaat Kerala entspricht. Der Namensbestandteil mala- ist dabei ein dravidischer Wortstamm für „Berg“ (vgl. Malayalam മല mala, Tamil மலை malai). Im Sanskrit ist das hiervon abgeleitete Malaya (मलय) bereits seit den Epen Mahabharata und Ramayana als Bezeichnung für die Westghats und die angrenzende Region belegt. Im 7. Jahrhundert erwähnt der chinesische Reisende Xuanzang die Westghats unter dem Namen Molaye (秣剌耶). In einer tamilischen Inschrift im Brihadisvara-Tempel von Thanjavur aus dem 11. Jahrhundert wird die fragliche Region Malaināḍu (மலைநாடு; nāḍu bedeutet „Land“) genannt. In der lokalen Sprache Malayalam bezeichnet Malayāḷam neben der Sprache auch die Region, in der sie gesprochen wird, also das heutige Kerala.
Die Endung -bar in Malabar stammt wahrscheinlich aus dem Persischen (بار bār). Die Etymologie des Wortes ist unklar, es erscheint aber in den Namen verschiedener Küstenregionen am Indischen Ozean (vgl. Sansibar, von persisch زنگبار Zangibār). Der Name Malabar ist erstmals im 12. Jahrhundert in der Form Manībār (منيبار) beim arabischen Geografen al-Idrisi belegt. Im 13. Jahrhundert erscheint bei Zakariya Qazwini die Namensform Malibar
Auch die europäischen Entdeckungsreisenden übernahmen diesen Namen. So sprechen Ende des 13. Jahrhunderts Johannes von Montecorvino von Minibar und Marco Polo von Melibar. Als die Portugiesen im 16. Jahrhundert begannen, die Region zu kolonisieren, hatte sich Malabar als Bezeichnung durchgesetzt.
Während der Kolonialzeit wurde der Begriff Malabar auch auf die an der Ostküste im heutigen Bundesstaat Tamil Nadu lebenden Tamilen und deren Sprache übertragen, da die Europäer sich der Unterschiede zwischen dem Malayalam und dem nah verwandten Tamil nicht gewahr waren. Der portugiesische Jesuit Anrique Anriquez verfasste Ende des 16. Jahrhunderts eine Grammatik und ein Wörterbuch des Tamil, das er als Lingua Malauar Tamul bezeichnet. Der deutsche Missionar Bartholomäus Ziegenbalg, der Anfang des 18. Jahrhunderts in Tranquebar wirkte, bezeichnete die dort ansässigen Tamilen durchgängig als Malabaren, ihre Sprache als Malabarisch. In dieser Bedeutung wurde das Wort von den Europäern bis ins frühe 19. Jahrhundert verwendet, kam dann aber außer Gebrauch. Gehalten hat sich der Begriff Malbars auf Réunion und Mauritius als Bezeichnung für die tamilischstämmigen Bewohner der Inseln.

## Heutige Verwendung
Ursprünglich stand Malabar als geografischer Begriff für das gesamte Gebiet des heutigen Kerala. Bis heute bezeichnet Malabarküste den südlichsten Abschnitt der Westküste Indiens zwischen der Stadt Mangaluru und dem Kap Komorin, der Südspitze Indiens, und umfasst somit die gesamte Küste Keralas. Unter der Region Malabar wird heute aber meist nur der Nordteil Keralas verstanden, also die Distrikte Kasaragod, Kannur, Kozhikode, Wayanad und Malappuram. In dieser eingeengten Bedeutung ist die Region weitgehend deckungsgleich mit dem Distrikt Malabar, den die Briten eingerichtet hatten, nachdem sie das Gebiet 1792  unter ihre Herrschaft gebracht hatten. Als die indischen Bundesstaaten 1956 durch den States Reorganisation Act nach den Sprachgrenzen neu gegliedert wurden, wurde der Distrikt Malabar mit der aus den beiden ehemaligen Fürstenstaaten Travancore und Cochin (Kochi) entstandenen Föderation Travancore-Cochin zum Bundesstaat Kerala vereinigt. Zugleich verlor der Distrikt Malabar seine administrative Bedeutung, bis heute ist aber die Einteilung Keralas in die drei Regionen Malabar (Nordkerala), Kochi (Zentralkerala) und Travancore (Südkerala) geläufig.
Die Malabar-Region Keralas unterscheidet sich geografisch kaum vom Rest des Bundesstaates, hat aber eine Reihe von kulturellen Eigenheiten aufzuweisen. So ist die Region stark islamisch geprägt: Unter den Einwohnern der fünf Distrikte Nordkeralas machen nach der Volkszählung 2011 Muslime und Hindus jeweils 47 Prozent aus (in ganz Kerala: Hindus 55 Prozent, Muslime 27 Prozent). Die Christen sind dagegen mit 6 Prozent (gegenüber 18 Prozent in Gesamtkerala) deutlich unterrepräsentiert. Touristisch ist die Malabar-Region trotz geeigneter Strände im Gegensatz zum südlichen und zentralen Kerala kaum erschlossen. So besuchten im Jahr 2010 nur 6,3 Prozent der ausländischen Touristen, die nach Kerala kamen, die Malabar-Region.